# طاحونة مائية طلا أباد
طاحونة مائية طلا أباد (بالفارسية: آسیاب‌آبی طلاآباد) هي طاحونة مائية تاريخية تعود إلى عصر الدولة الصفوية، وتقع في قوجد. وتم تسجيل هذه الطاحونة مائية في 13 أغسطس 2005 مع رقم تسجيل 13182 باعتباره أحد التراث الوطني الإيراني.